# Аккумський сільський округ (Отирарський район)
Акку́мський сільський округ (каз. Аққұм ауылдық округі, рос. Аккумский сельский округ) — адміністративна одиниця у складі Отирарського району Туркестанської області Казахстану. Адміністративний центр та єдиний населений пунт — село Аккум.
Населення — 1517 осіб (2021; 1759 у 2009, 2546 у 1999, 2597 у 1989).
Станом на 1989 рік існувала Актюбінська сільська рада (село Аккум, селища Аманбай, Жосали, Оринбай).

## Склад
До складу округу входять такі населені пункти:
| Населений пункт | Колишні назви | Населення, осіб (1989) | Населення, осіб (1999) | Населення, осіб (2009) | Населення, осіб (2021) |
| --------------- | ------------- | ---------------------- | ---------------------- | ---------------------- | ---------------------- |
| Аккум, село     | -             | 1849                   | 2546                   | 1759                   | 1517                   |
| Аманбай, селище | -             | 146                    | -                      | -                      | -                      |
| Жосали, селище  | -             | 219                    | -                      | -                      | -                      |
| Оринбай, селище | -             | 383                    | -                      | -                      | -                      |